# Emil Králíček
Emil Králíček (* 11. Oktober 1877 in Německý Brod; † 1930 in Prag) war ein tschechischer Architekt des Jugendstil und Kubismus.

## Leben
Nach dem Schulabschluss arbeitete Králíček für den Architekten Antonín Balšánek. 1900 ging er nach Darmstadt, wo er im Atelier Joseph Maria Olbrichs tätig war. 1903 kehrte er nach Prag zurück.
Králíčeks Bauten waren vom Klassizismus, Kubismus, Jugendstil und der geometrischen Moderne bestimmt. Der Höhepunkt seines Schaffens war die Zeit zwischen 1904 und 1914. An diese Phase konnte Králíček nach dem Ende des Ersten Weltkrieges nicht mehr anknüpfen. Im Jahre 1930 schied er freiwillig aus dem Leben.

## Emil Králíček Bauten

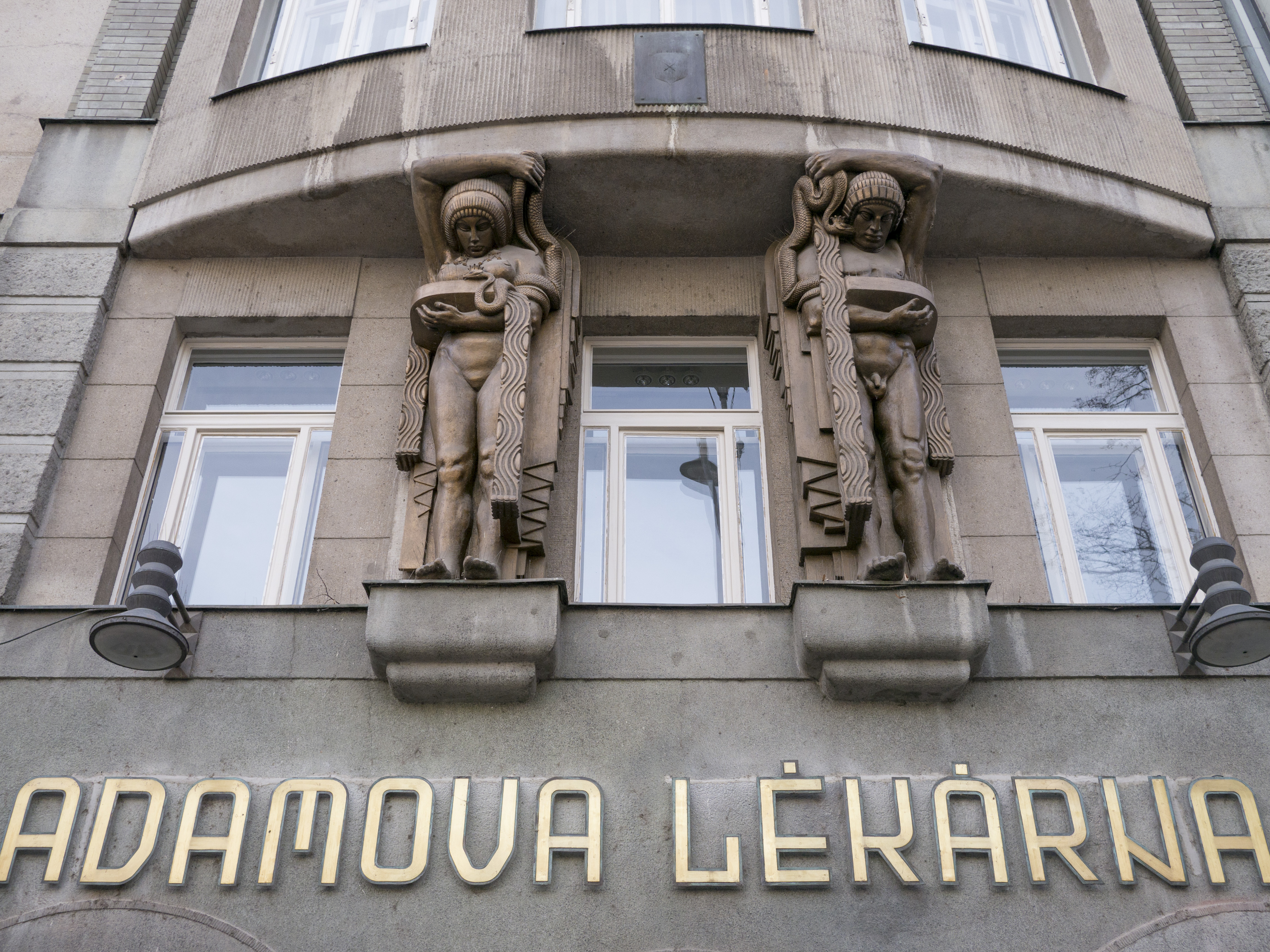
Adam-Apotheke, Prag, 1911–1913, Details
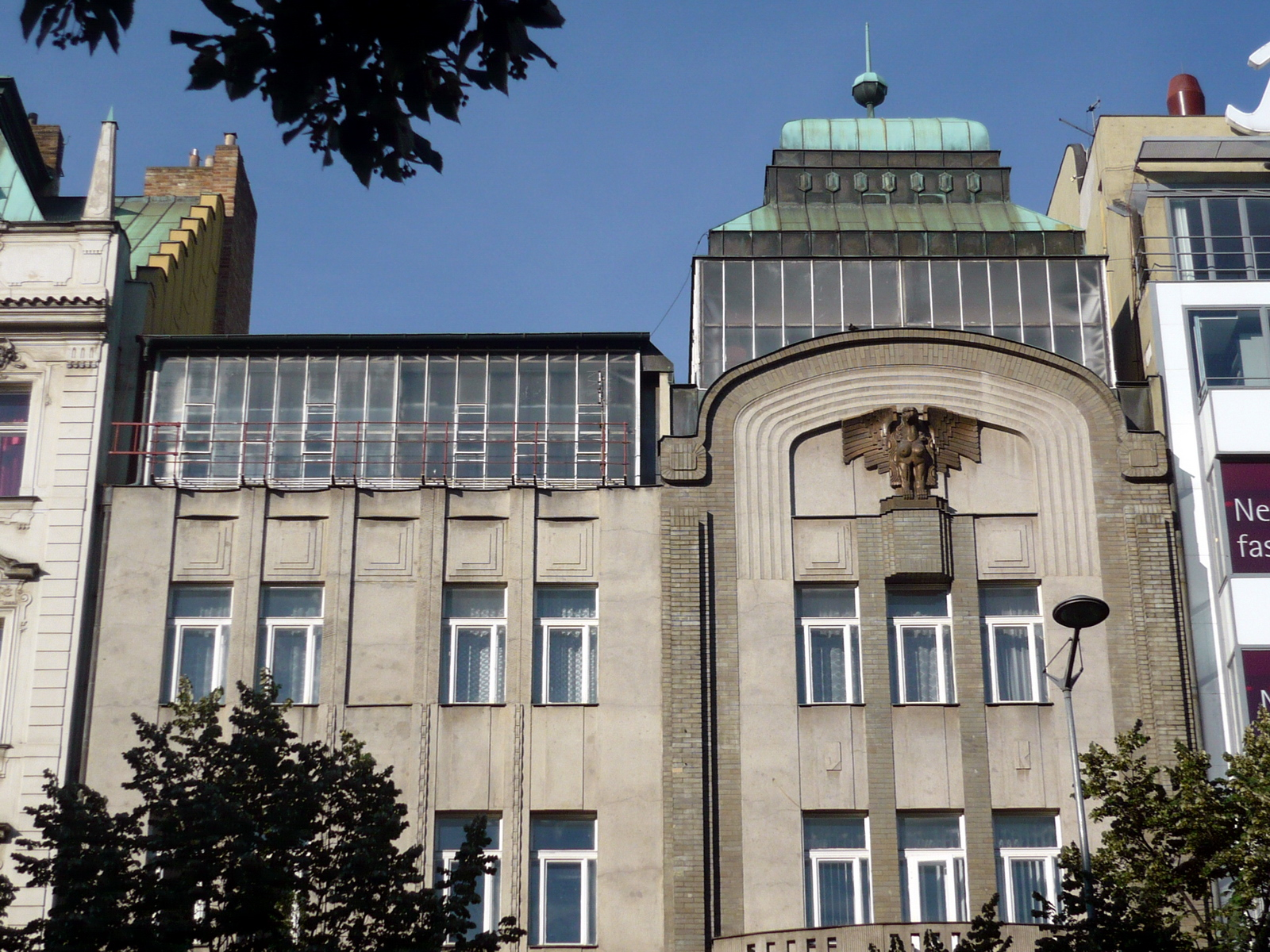
Adam-Apotheke, Prag, 1911–1913, Fassade
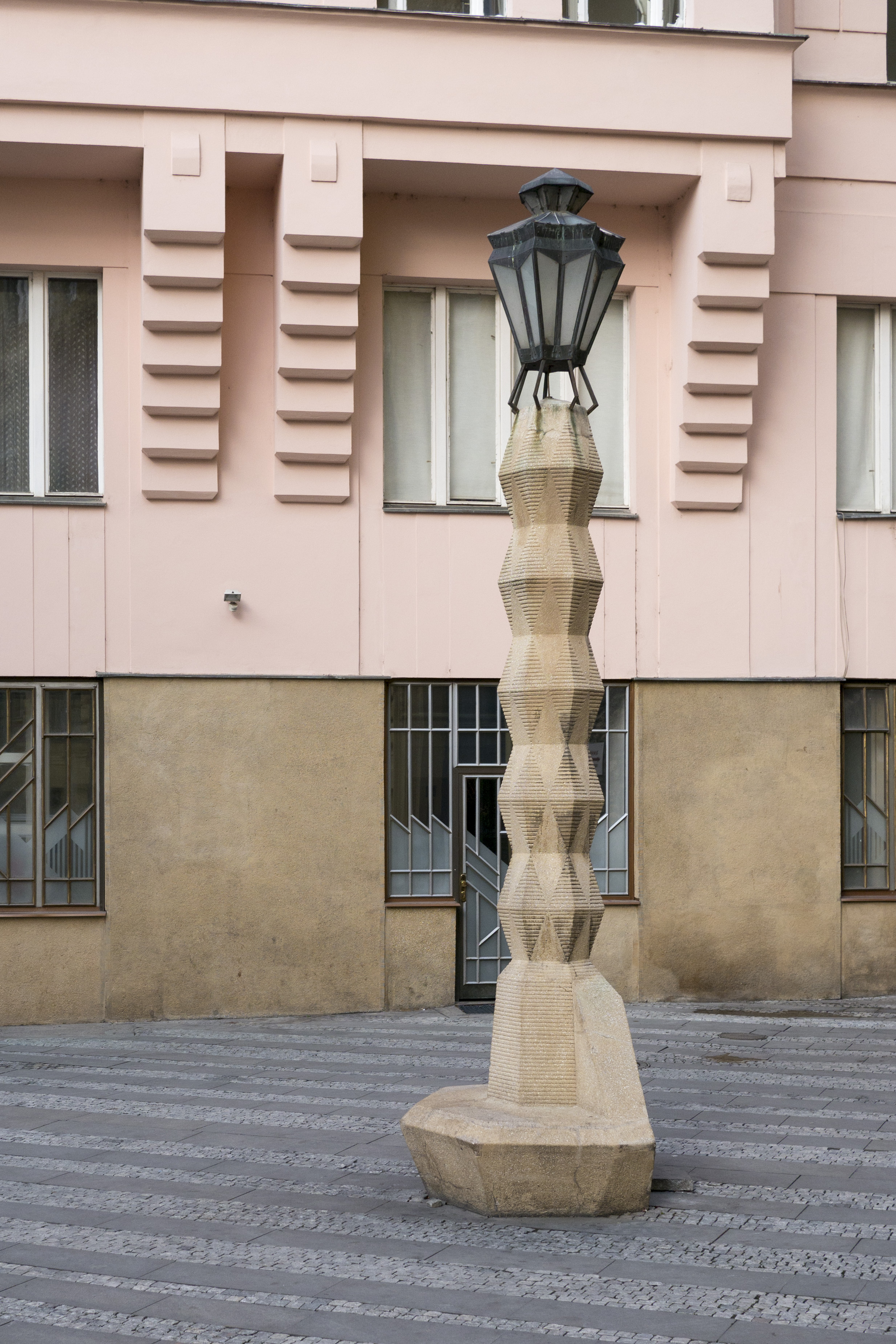
Kubistische Laterne, Prag, 1911–1913
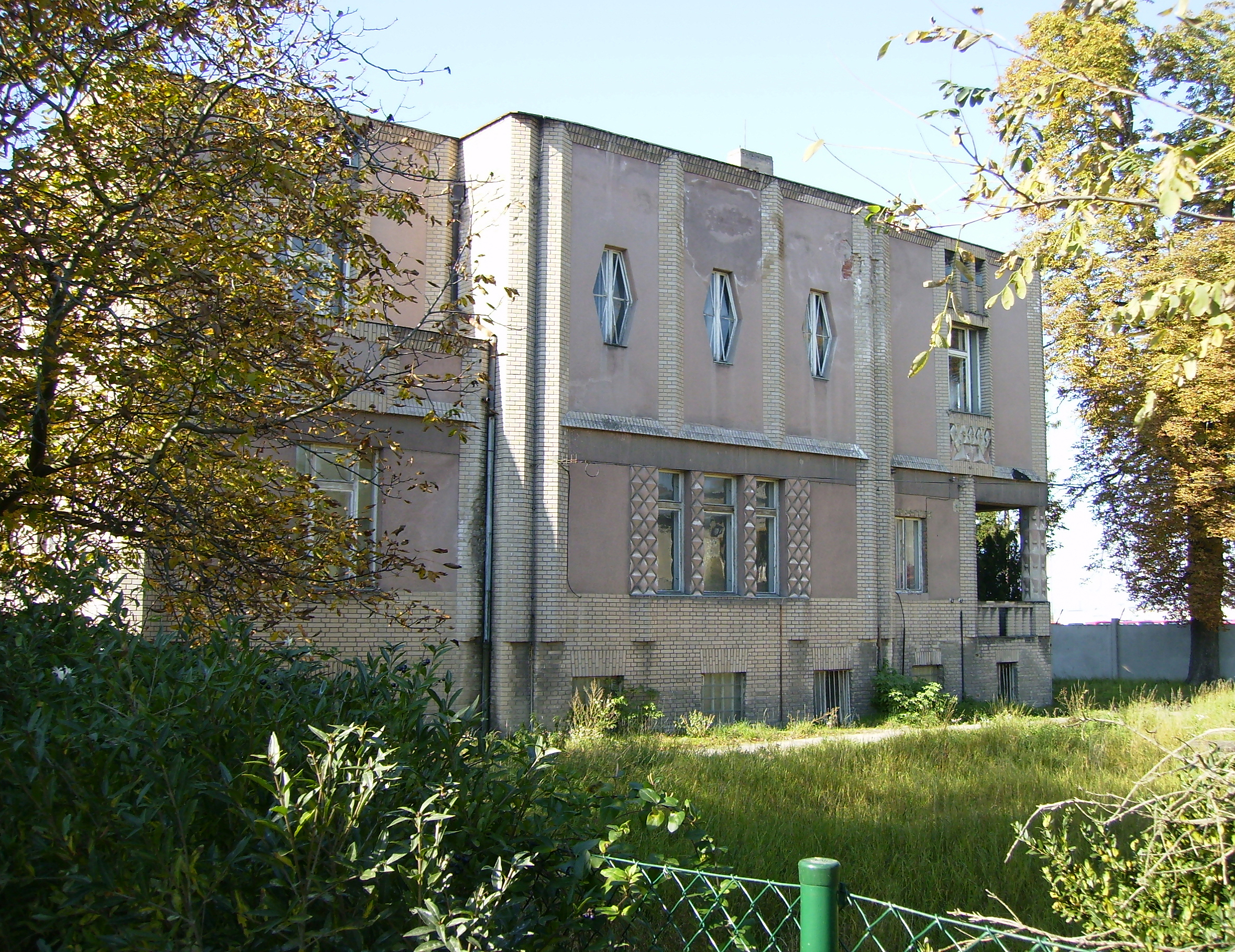
Villa Benies, Litol, 1912–1913
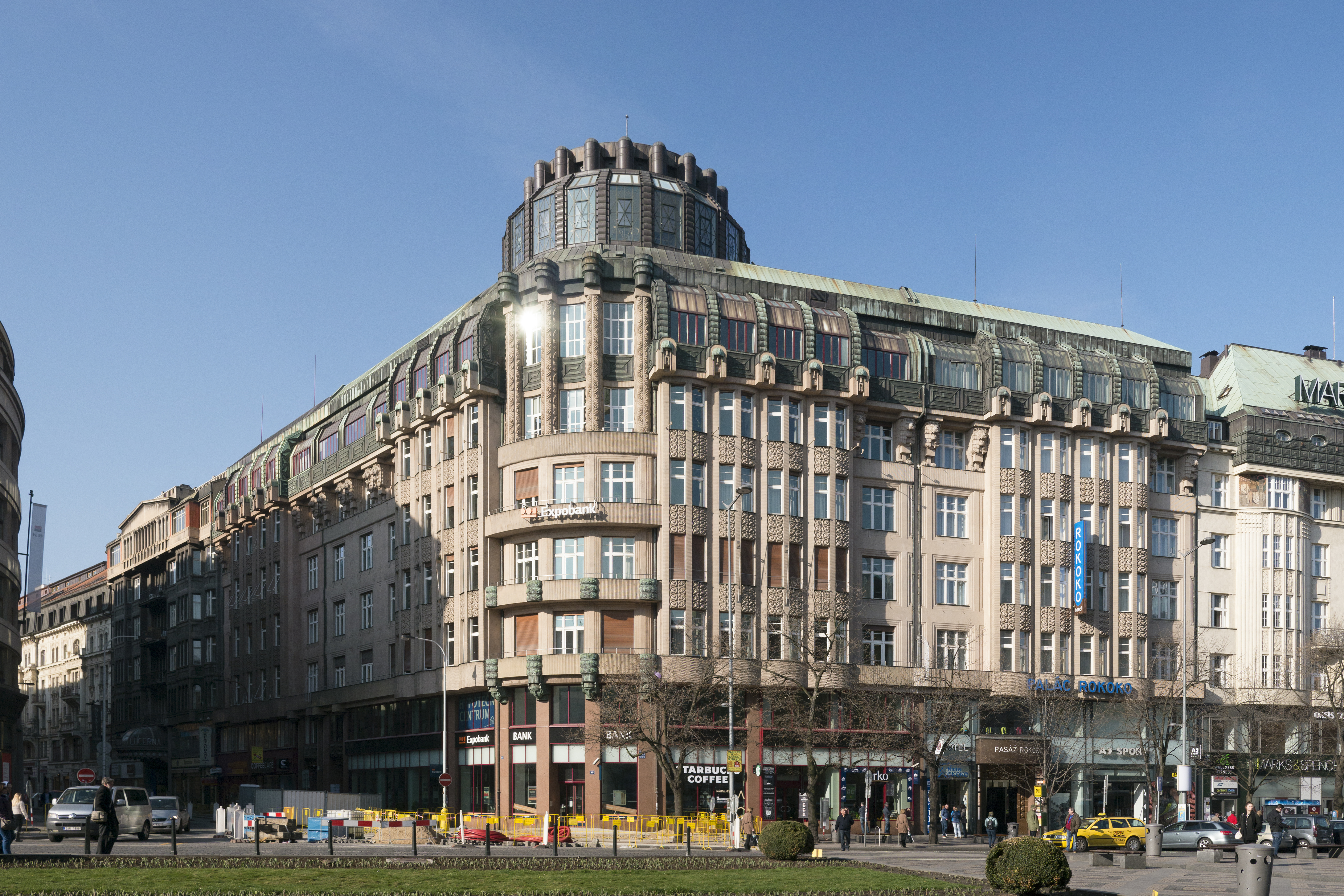
Šupich-Häuser, Prag, 1911–1919
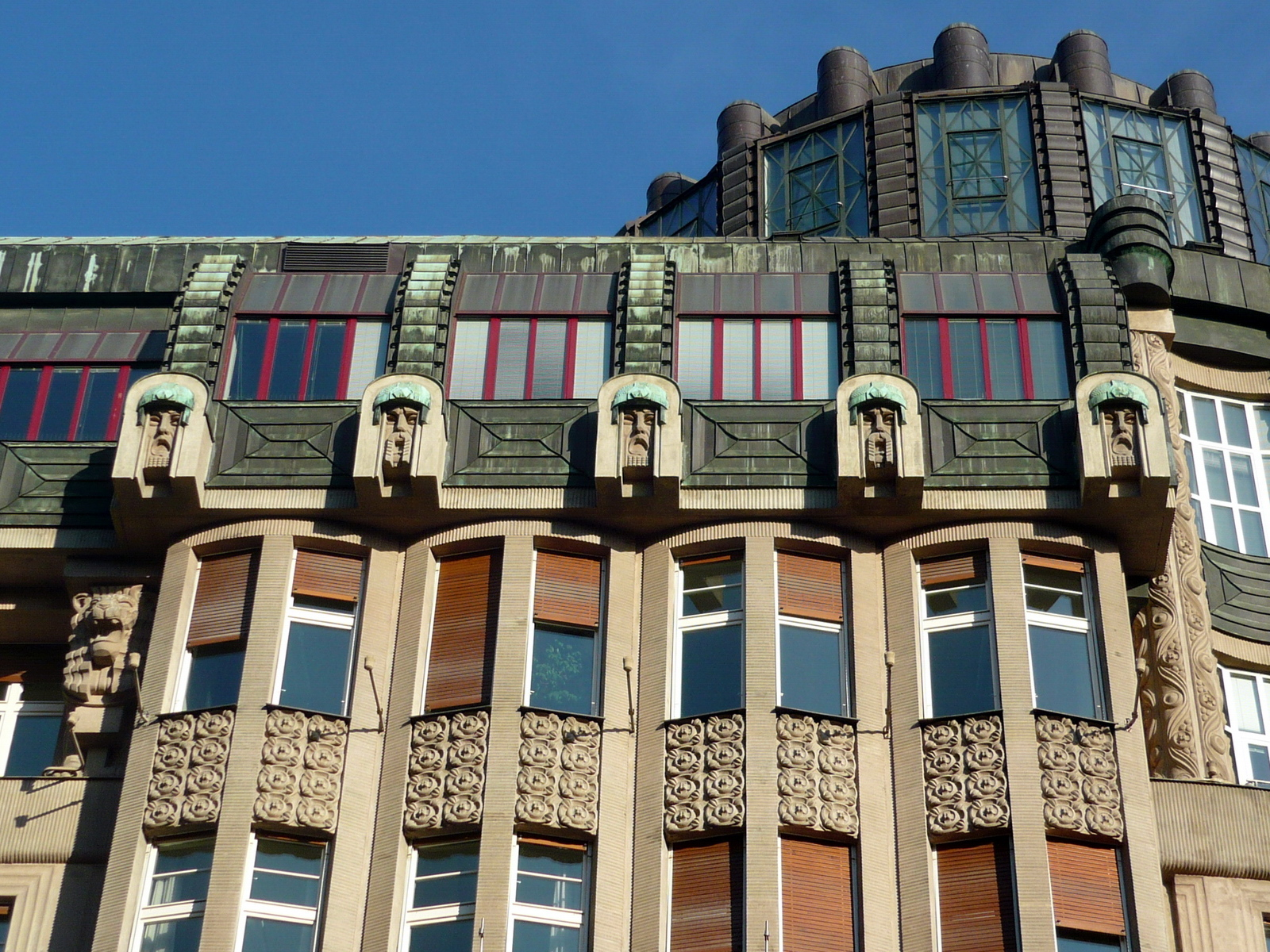
Šupich-Häuser, Prag, 1911–1919, Detail der Fassade
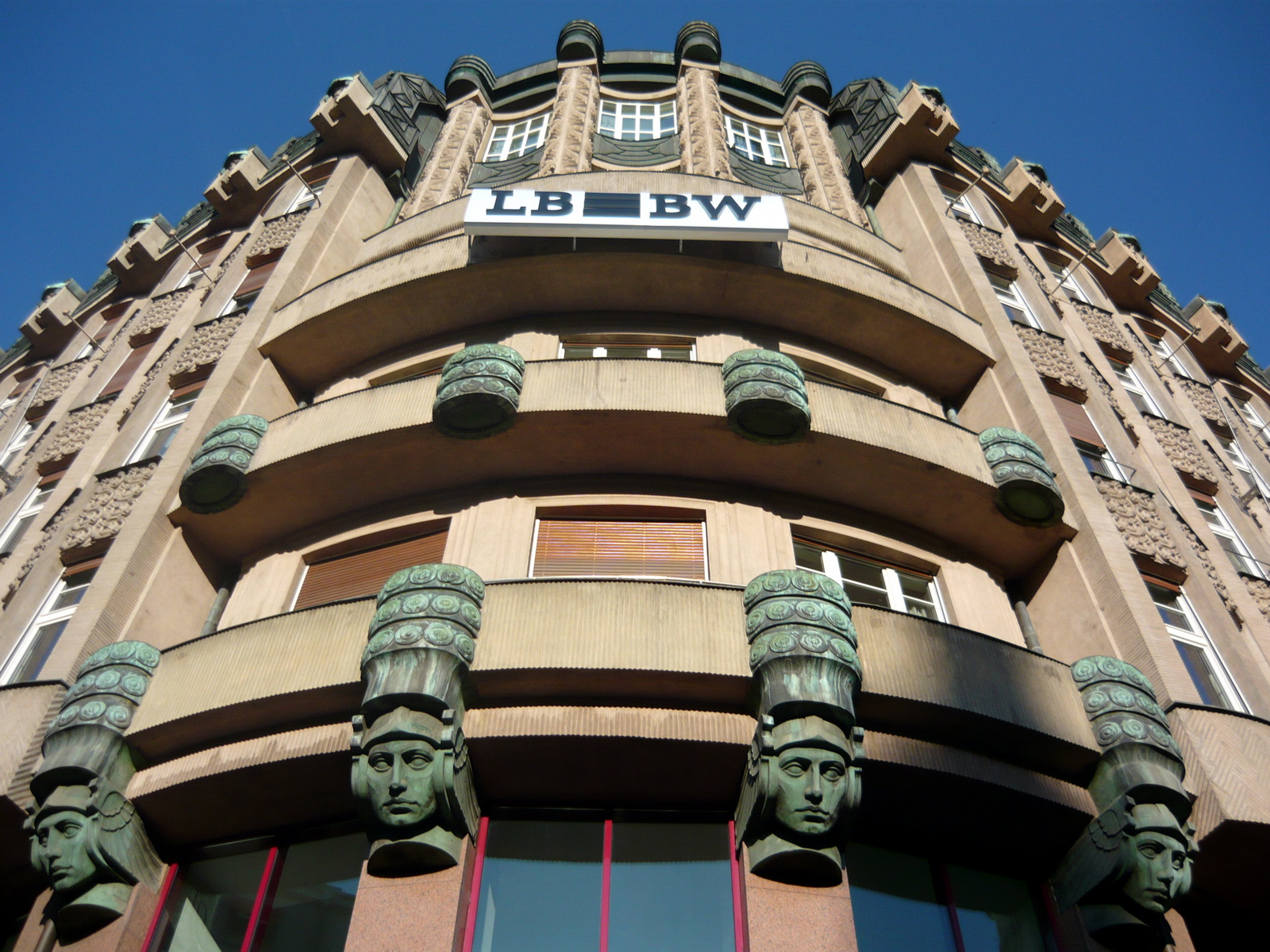
Šupich-Häuser, Prag, 1911–1919, Detail der Fassade
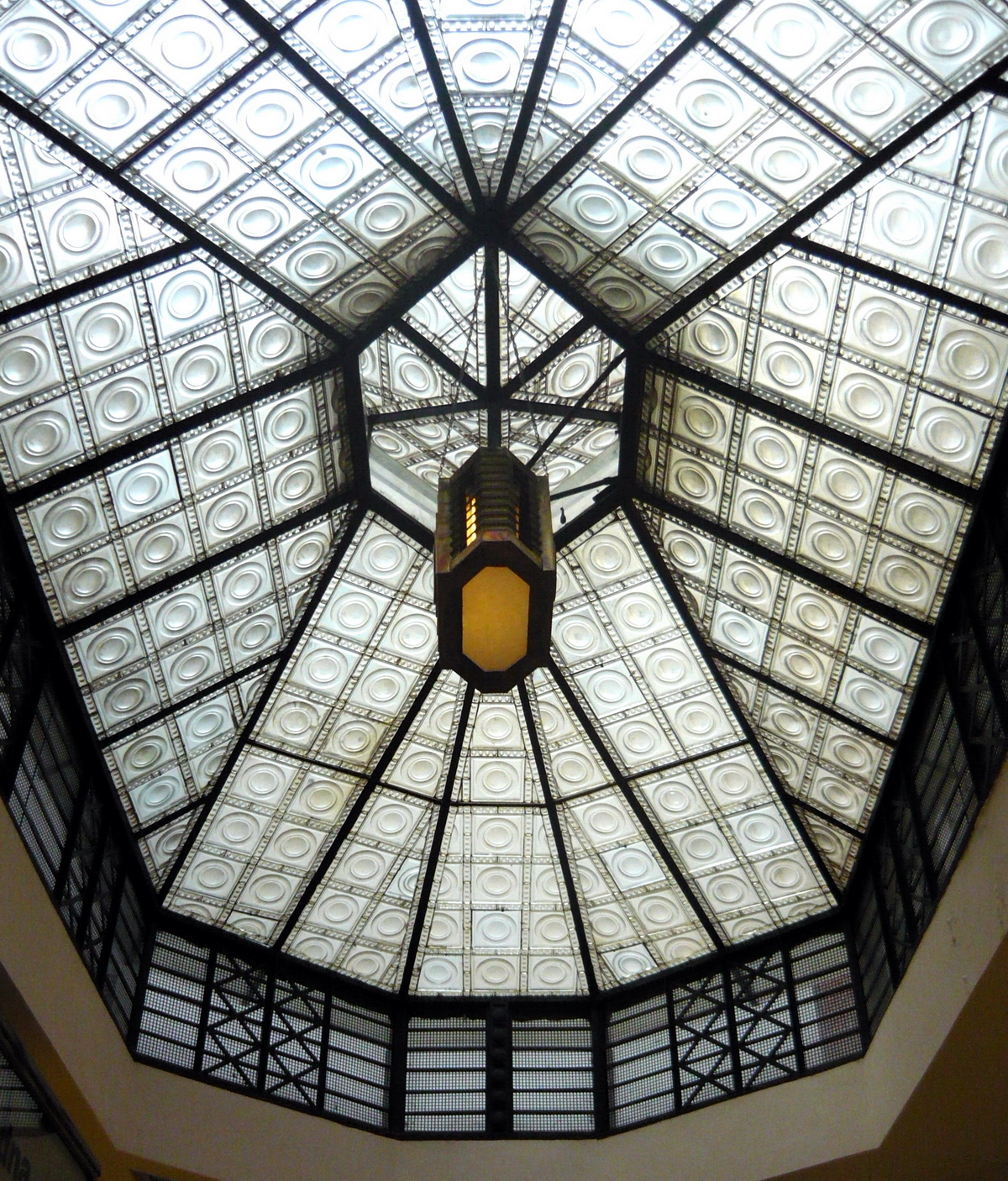
Šupich-Häuser, Prag, 1911–1919, Überdachung des Durchgang
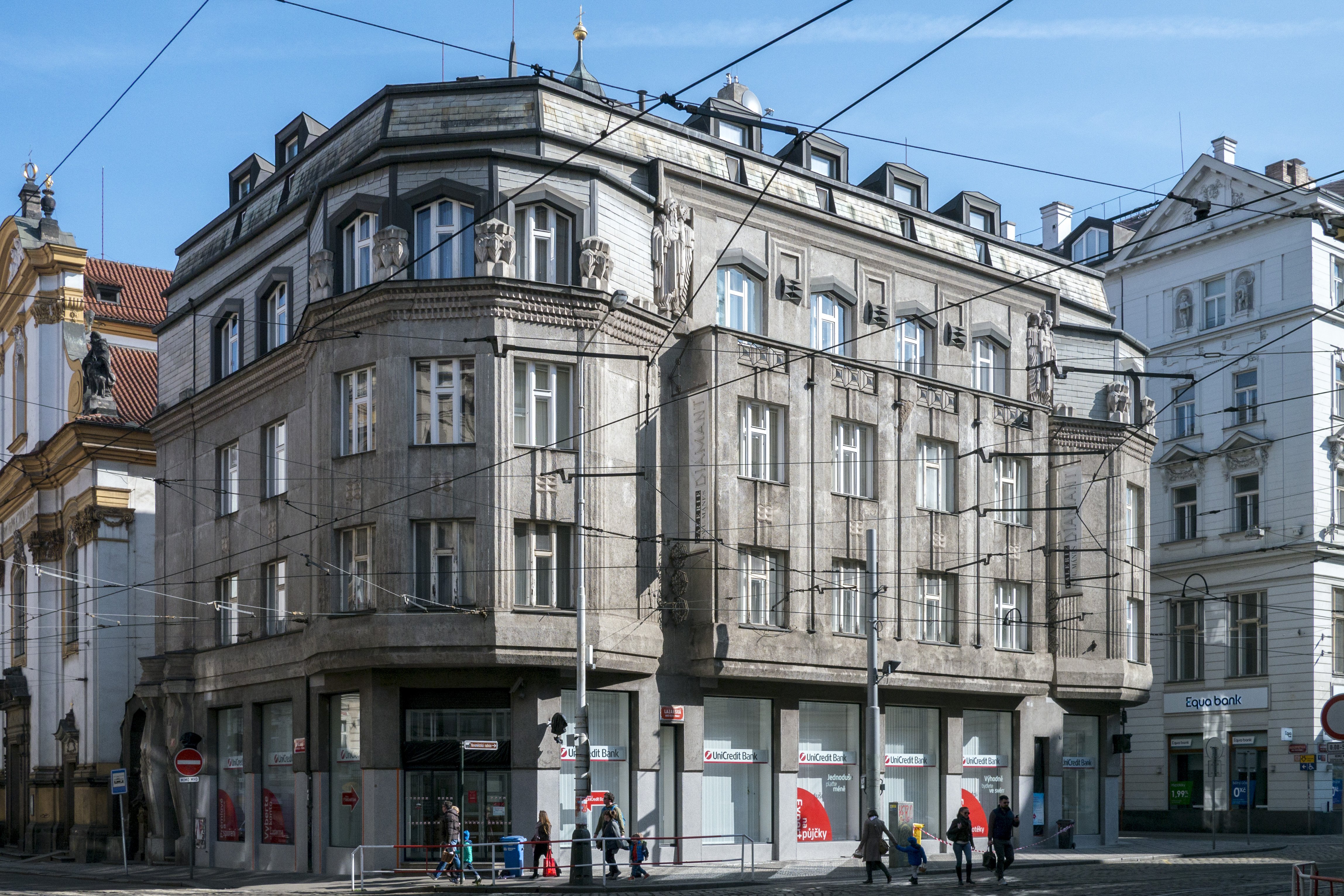
Haus Diamant, Prag, 1912–1913
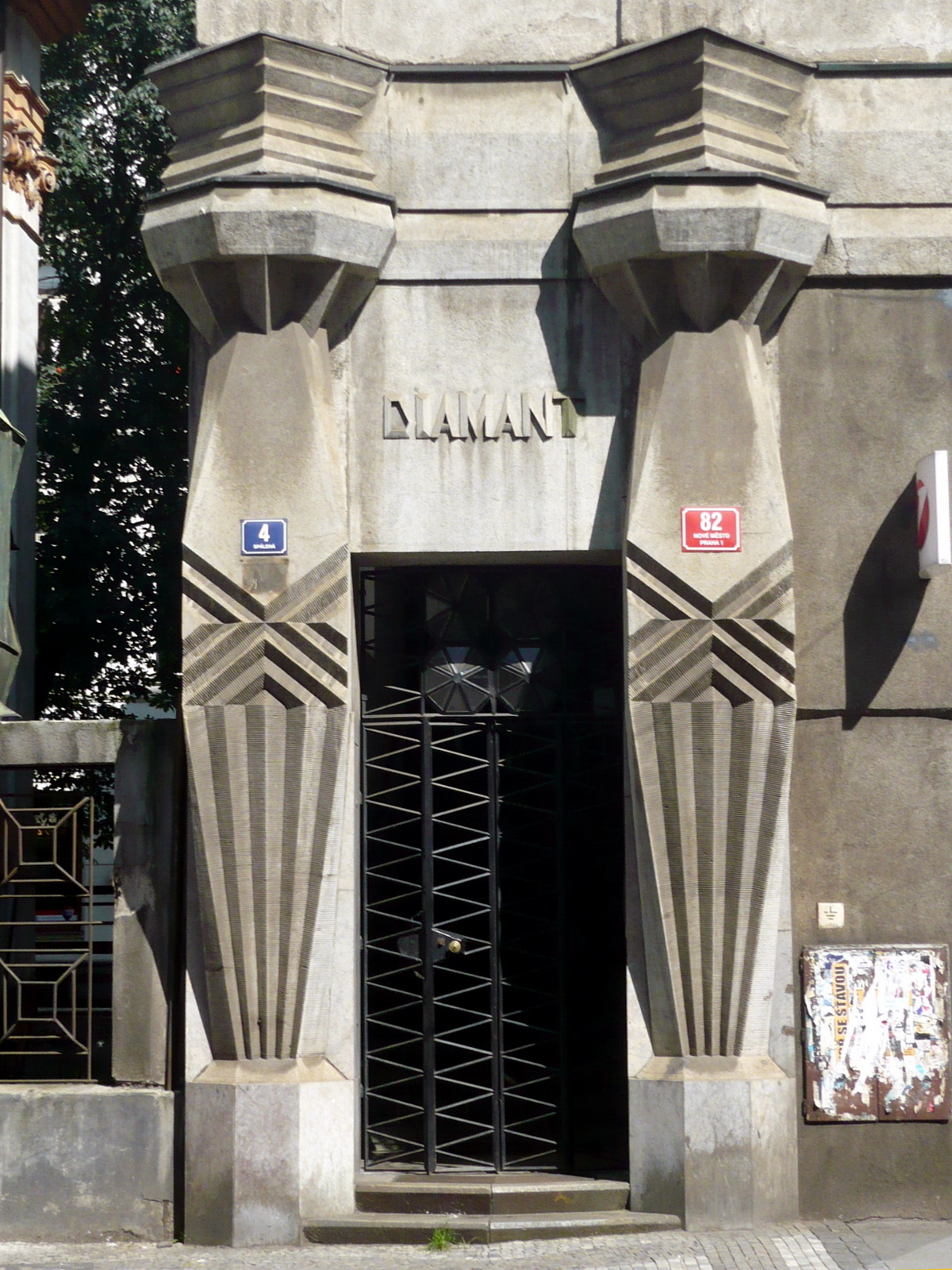
Haus Diamant, Prag, 1912–1913, Eintritt
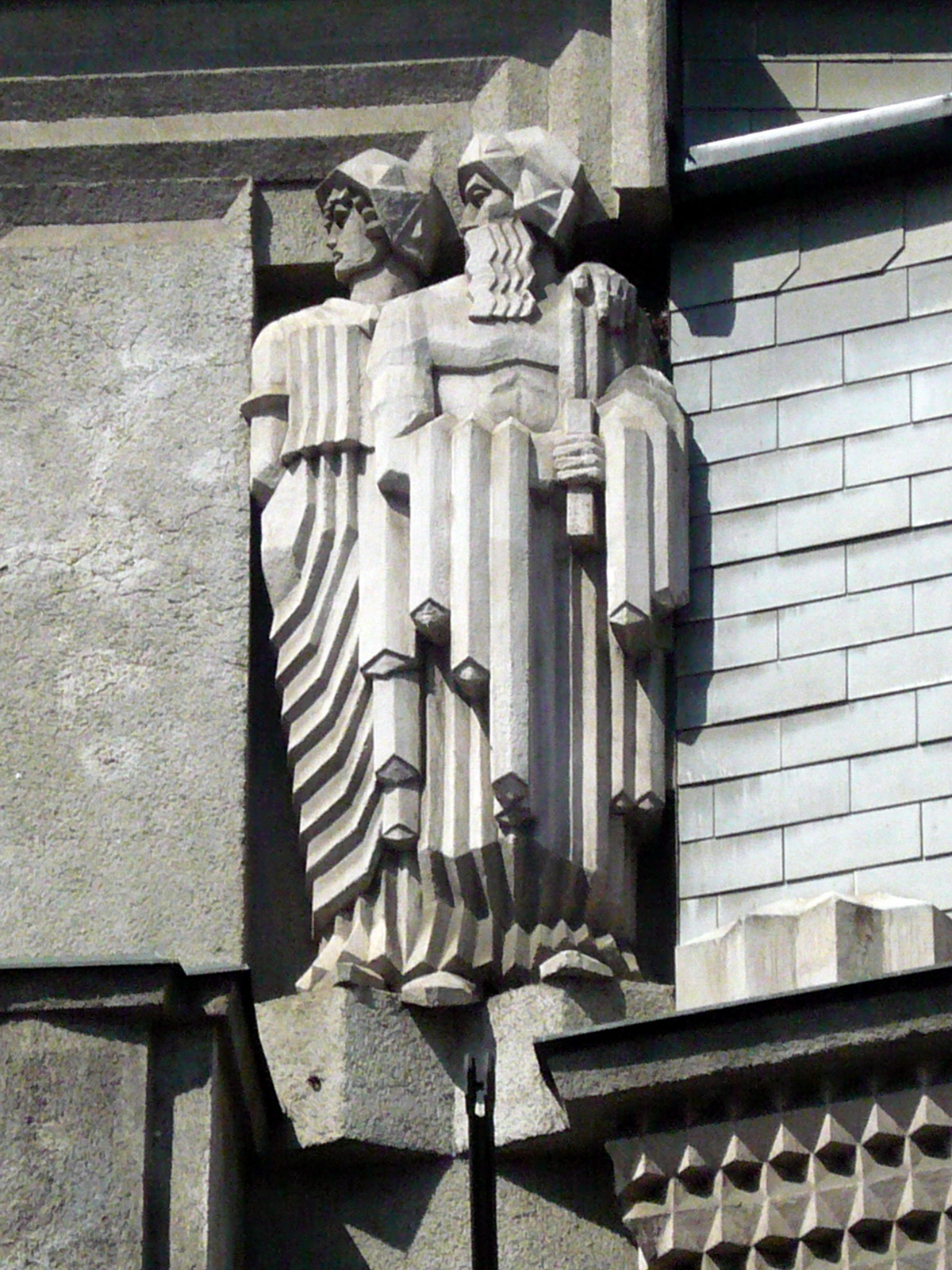
Haus Diamant, Prag, 1912–1913, Detail der Fassade
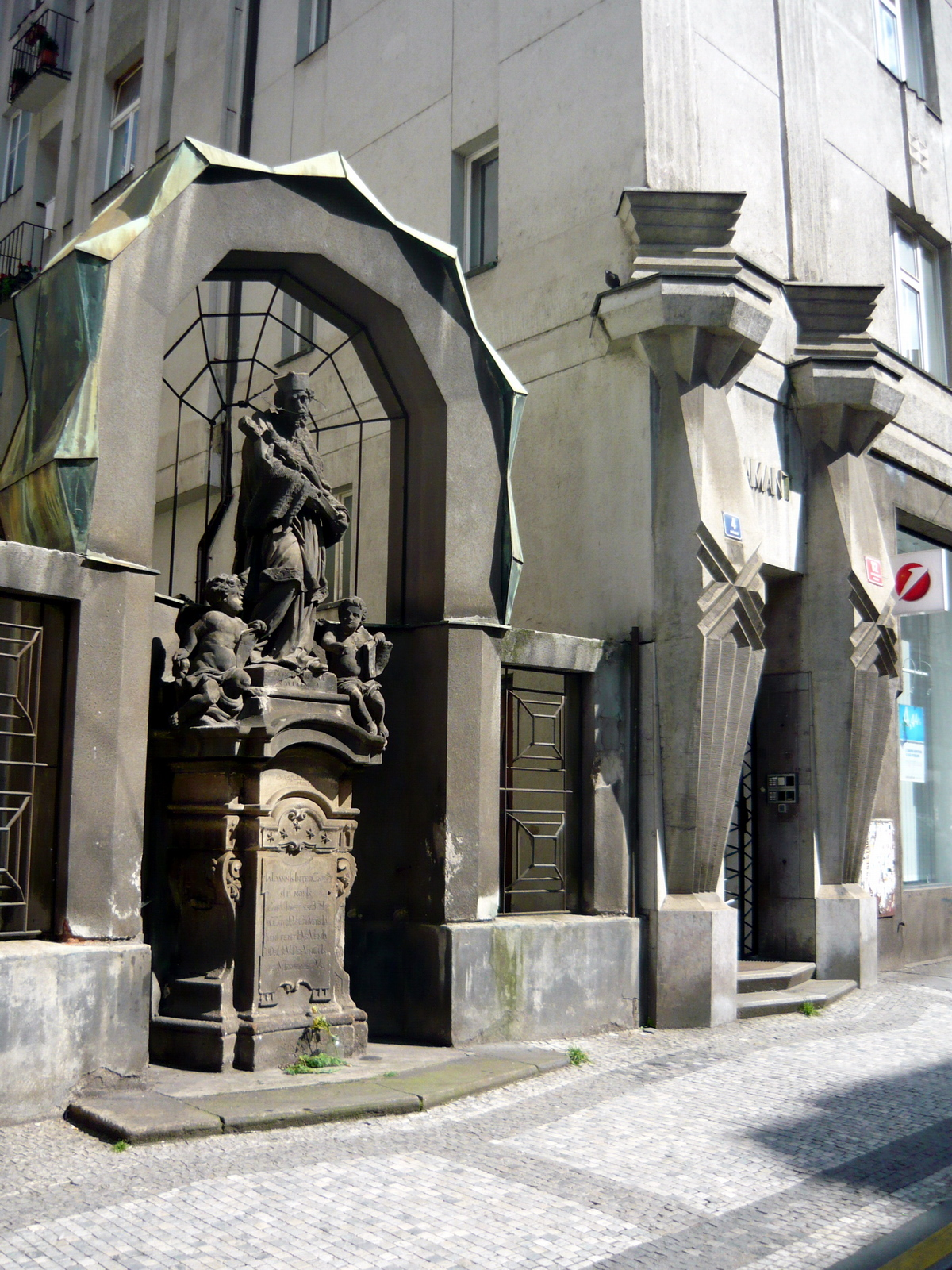
Kubistische Einrahmung der Nepomukstatue, Prag, 1912–1913